# Nivelsteiner zandsteen

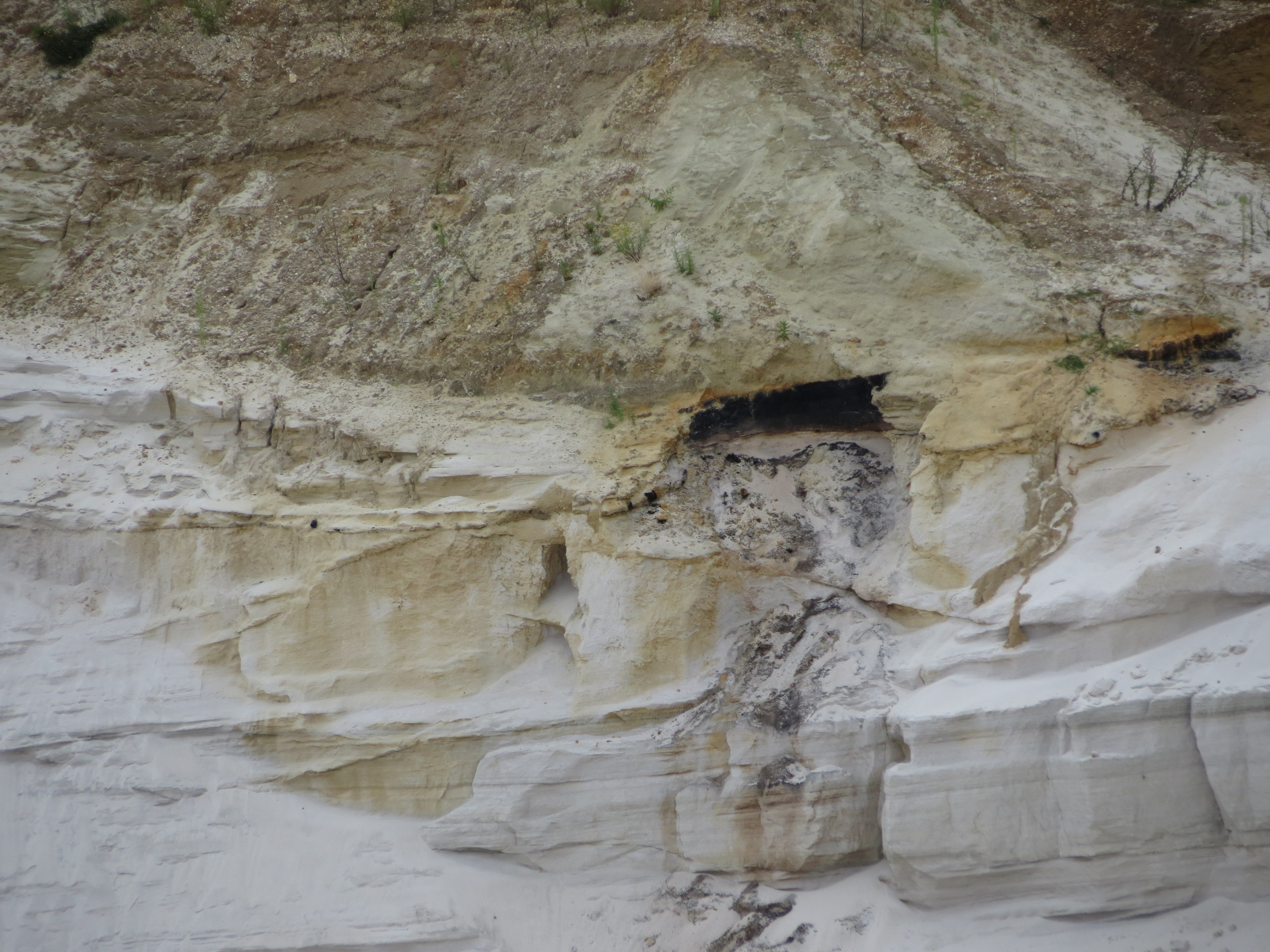
Witte zandsteenbank van Nivelsteiner zandsteen in een zilverzandgroeve in Heerlerheide

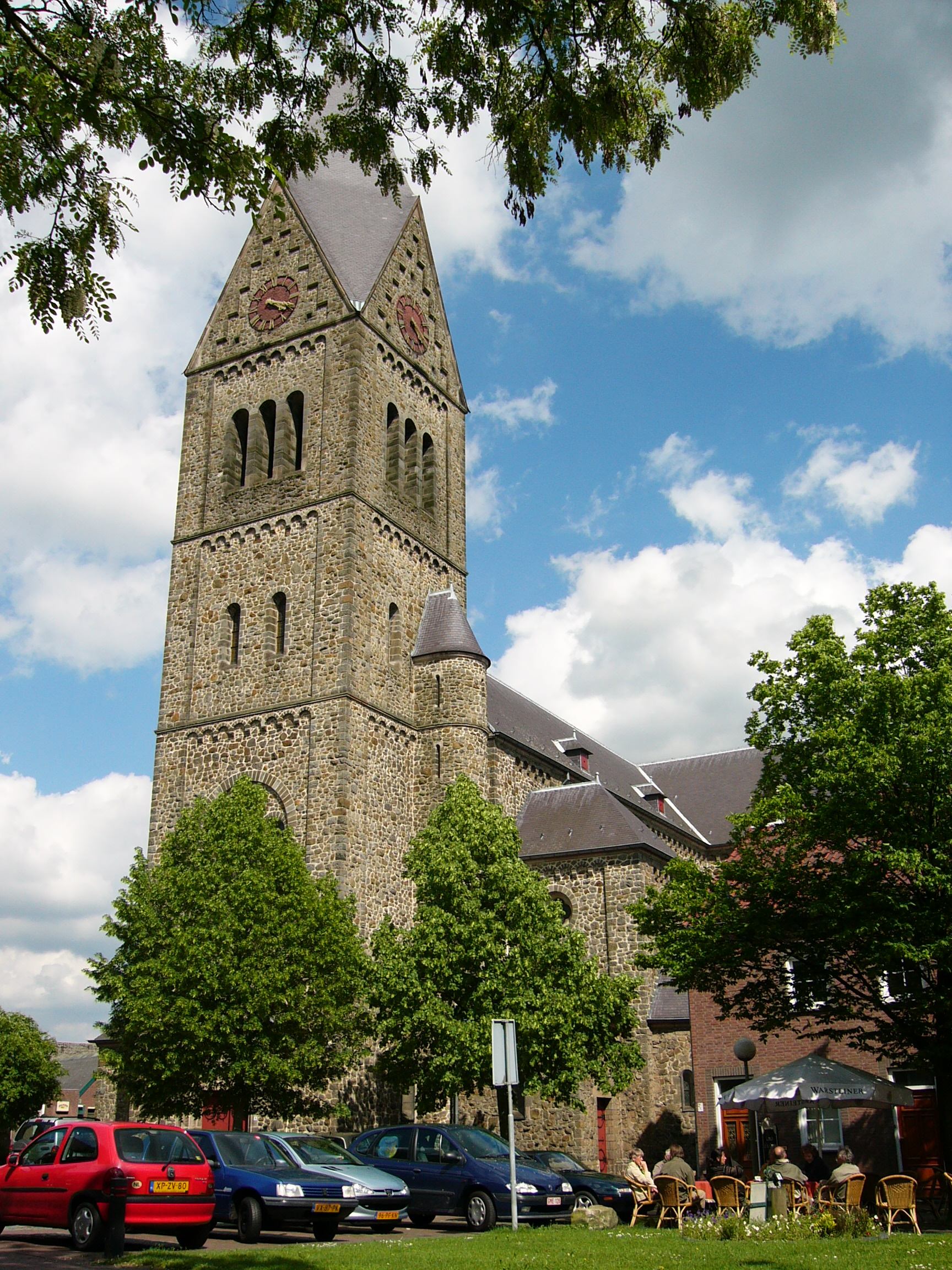
Toegepast in de Sint-Petruskerk van Gulpen.

Nivelsteiner zandsteen is een fijnkorrelig tertiaire zandsteen dat afkomstig is uit het gebied van het Worm-dal in het grensgebied Nederlands Zuid-Limburg en Duitsland. Ze is vernoemd naar het verdwenen plaatsje en groeve Nivelstein, net over de grens bij Kerkrade bij Herzogenrath. Ze is een extreem zuivere, zeer poreuze witte zandsteen. De zandsteen komt voor als (zeer lokaal) verkitte banken in miocene strandafzettingen, die "zilverzanden" worden genoemd. Ze worden in de Nederlandse stratigrafie ingedeeld bij Formatie van Breda als onderdeel van het Laagpakket van Heksenberg.
Ze werd als bouwmateriaal reeds in dagbouw bij Nivelstein gewonnen door de Romeinen en werd tot in de middeleeuwen gebruikt. Tegenwoordig wordt ze bovengronds gewonnen in de groeves Nivelstein en Hochfeld voor de grondstoffen kwartszand en kwartsgrind.
De zandsteen wordt gebruikt als grondstof in de glas-, gieterij- en bouwstoffenindustrie. Belangrijke afnemers waren de Maastrichtse porseleinindustrie en de Limburgse glasindustrie. Door de aanwezigheid van de groeve ontstond er ook glasindustrie in Herzogenrath en Stolberg.

## Voorbeelden van toepassing
De Nivelsteiner zandsteen is onder andere gebruikt bij de bouw van:
- Abdijkerk Rolduc te Kerkrade (met name voor de bouwsculptuur)[1]
- Sint-Jozefkerk te Kaalheide
- Kleine Kerkje in Eygelshoven
- Sint-Petruskerk te Gulpen
- Sint-Laurentiuskerk te Spaubeek
- Onze-Lieve-Vrouw Onbevlekt Ontvangenkerk te Koningsbosch
- Mariakapel te Weert